# Bélosz (föníciai király)
Bélosz, görög mitológiai alak, Fönícia királya. Dido és Pügmalión apja volt. A görög mítoszok igen ritkán említik nevét, amely minden bizonnyal kapcsolatba hozható a föníciaiak és a kánaániak főistenének, Baálnak nevével.